# شهرستان ناندی
شهرستان ناندی (به لاتین: Nandi County) یک شهرستان در کنیا است. شهرستان ناندی ۲٬۸۸۴٫۵ کیلومتر مربع مساحت و ۸۸۵٬۷۱۱ نفر جمعیت دارد.